# Fastes d'Ostie
Pour les articles homonymes, voir Fastes (homonymie).

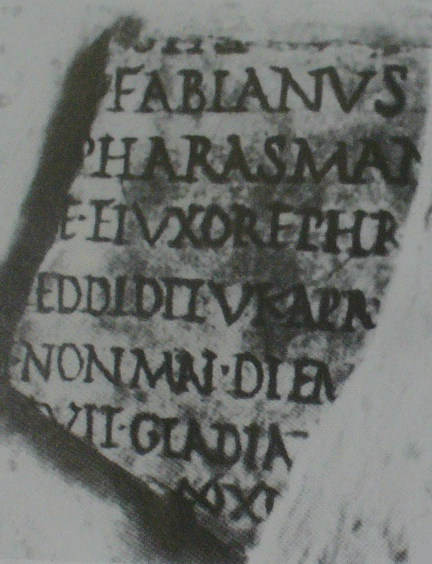

Les Fastes d’Ostie sont des documents épigraphiques romains trouvés dans les ruines d’Ostie donnant la liste des magistrats et des faits marquants de cette cité et de Rome sa voisine.

## Historique
Les fastes d’Ostie couvrent une période historique qui part de l’époque de Sylla et se prolonge durant l’empire. Par analogie avec Rome où le pontifex maximus était responsable de la tenue des Fastes, on suppose que le pontifex Vulcani, plus haut responsable religieux d’Ostie, se chargeait de leur rédaction. On ignore leur lieu d’exposition et d’archivage. Une réutilisation des supports  comme matériaux de construction est constatée dès l’antiquité, et un grand nombre a été recyclé dans les fours à chaux. Des débris plus ou moins mutilés ont été découverts par les archéologues, et leurs textes déchiffrés sont enregistrés et publiés principalement au Corpus Inscriptionum Latinarum.

## Description
Les Fastes d'Ostie étaient gravés annuellement sur des dalles de marbre, probablement comme récapitulatifs des informations collectées dans les acta diurna. Les fragments connus vont des années 49-44 av. J.-C. à 154. Ils confirment ou infirment les informations données par les sources littéraires qui nous sont parvenues, et parfois pallient les lacunes de ces sources. Ils indiquent pour chaque année le nom des consuls éponymes de Rome, les magistrats d’Ostie (duoviri), les événements marquants survenus à Rome, et, cas unique pour les fastes de municipes, ils mentionnent aussi des détails de la vie locale : par exemple des incendies, l’érection d’une statue, la réfection d’un monument, ou en 91 l’ensevelissement rituel d’arbre frappé par la foudre.